# مايك روث
مايك روث (بالإنجليزية: Mike Ruth)‏ هو لاعب كرة قدم أمريكية أمريكي، ولد في 25 يونيو 1964 في نوريستاون ‏ في الولايات المتحدة.

## وصلات خارجية
- مايك روث على موقع مرجع كرة القدم المحترفة.كوم (الإنجليزية)